# Pon de Replay
«Pon de Replay» — первый сингл барбадосской певицы Рианны из её дебютного студийного альбома Music of the Sun (2005), выпущенный 24 мая 2005 года.

## Предыстория
Прежде чем подписать контракт с лейблом Def Jam Recordings, Рианна была обнаружена на её родном Барбадосе американским продюсером Эваном Роджерсом, который принял необходимые меры для её перелёта в Нью-Йорк. Там она записала сборник демозаписей, чтобы разослать его по звукозаписывающим компаниям. Одной из демозаписей была песня «Pon de Replay», написанная Карлом Старкеном, Эваном Роджерсом и Вадой Ноблсом в 2004 году. Первый, кто обратил внимание на демо был Jay-Z, который недавно был назначен на должность президента и генерального директора Def Jam Recordings, где Рианна прослушивалась у него и Эл Эй Рейда. Оглядываясь на прослушивание и удовлетворение Jay-Z, Рианна объяснила в интервью что она чувствовала, прежде чем зайти в комнату: «Вот тогда я действительно занервничала… Это было примерно так: „О Боже, он прямо здесь, я не могу смотреть, я не могу смотреть, я не могу смотреть!“ Я помню, было очень тихо. Я была очень застенчивой. Мне всё время было холодно. У меня были бабочки. Я сидела напротив Jay-Z. У меня был звёздный удар.» Во время прослушивания Рианна исполнила кавер на песню Уитни Хьюстон «For the Love of You», «Pon de Replay» и «The Last Time»; две последние песни последние вошли в дебютный альбом певицы Music of the Sun. Первоначально Jay-Z был настроен скептически к подписанию контракта с Рианной, потому что он чувствовал, что «Pon de Replay» была слишком громкой для неё, сказав: «Когда песня является такой значительной, это трудно для нового артиста, потому что будет трудно вернуться. Я не подписываю песни, я подписываю артистов».

## Отзывы критиков
В основном песня получила положительные отзывы от музыкальных критиков.

## Видеоклип
Видеоклип на песню «Pon de Replay» снят канадским режиссёром Little X. Действие происходит в ночном клубе и начинается с показа Рианны и двух её друзей, пребывающих в ночном клубе где тусклая атмосфера; из-за низкого объёма музыки людям в клубе скучно и никто не танцует. Впоследствии, Рианна обещает заставить диджея включить погромче музыку; одетая в короткий серебряный топ и мешковатые джинсы она встаёт на платформу и начинает танцевать и исполнять песню, в результате диджей увеличивает громкость музыки. При этом, люди, ранее скучающие сейчас начинают танцевать под трек Рианны, в том числе канадский рэпер Kardinal Offishall, который также играет эпизодическую роль.

## Список композиций
| Radio Edit 1. «Pon de Replay» (Radio Edit) — 3:34 CD single 1. «Pon de Replay» (Radio Edit) — 3:34 2. «Pon de Replay» (Elephant Man Remix) — 3:37 CD maxi-single (European version) 1. «Pon de Replay» — 3:36 2. «There’s a Thug in My Life» — 3:34 3. «Pon de Replay» (Cotto’s Replay Dub) — 6:48 4. «Pon de Replay» (Instrumental) — 4:05 | German CD single 1. «Pon de Replay» (Album Version) 2. «Pon de Replay» (Cotto’s Replay Dub) iTunes EP 1. «Pon de Replay» (Pon De Club Play Version) — 7:32 2. «Pon de Replay» (Cotto’s Replay Dub Version) — 6:47 |

## Чарты и сертификации
| Чарт (2005)                              | Место |
| ---------------------------------------- | ----- |
| Австралия (ARIA)                         | 6     |
| Австрия (Ö3 Austria Top 40)              | 5     |
| Бельгия (Ultratop 50 Flanders)           | 5     |
| Бельгия (Ultratop 50 Wallonia)           | 14    |
| Дания (Tracklisten)                      | 5     |
| Европа (European Hot 100 Singles)        | 2     |
| Финляндия (Suomen virallinen lista)      | 8     |
| Франция (SNEP)                           | 18    |
| Германия (Media Control AG)              | 6     |
| Венгрия (Rádiós Top 40)                  | 7     |
| Венгрия (Single Top 10)                  | 5     |
| Ирландия (IRMA)                          | 2     |
| Италия (FIMI)                            | 6     |
| Нидерланды (Dutch Top 40)                | 15    |
| Новая Зеландия (RIANZ)                   | 1     |
| Норвегия (VG-lista)                      | 3     |
| Испания (PROMUSICAE)                     | 18    |
| Швеция (Sverigetopplistan)               | 5     |
| Швейцария (Schweizer Hitparade)          | 3     |
| Великобритания (Official Charts Company) | 2     |
| США (Billboard Hot 100)                  | 2     |
| США (Billboard Hot Dance Club Songs)     | 1     |
| США (Billboard Pop Songs)                | 2     |
| США (Billboard Hot R&B/Hip-Hop Songs)    | 24    |
| США (Billboard Rap Songs)                | 7     |

| Чарт (2005-06)     | Место |
| ------------------ | ----- |
| Австралия          | 39    |
| Австрия            | 32    |
| Бельгия (Фландрия) | 28    |
| Бельгия (Валлония) | 72    |
| Нидерланды         | 82    |
| Европа             | 17    |
| Венгрия            | 77    |
| Италия             | 43    |
| Новая Зеландия     | 43    |
| Швеция             | 42    |
| Швейцария          | 19    |
| Великобритания     | 33    |
| США                | 18    |

| Страна    | Организация | Сертификация |
| --------- | ----------- | ------------ |
| Австралия | ARIA        | Platinum     |
| Дания     | IFPI        | Gold         |
| Швеция    | IFPI        | Gold         |
| США       | RIAA        | 2× Platinum  |

## История релиза
| Страна         | Дата             | Формат                                   | Лейбл              |
| -------------- | ---------------- | ---------------------------------------- | ------------------ |
| США            | 24 мая 2005      | Винил                                    | Def Jam Recordings |
| Австралия      | 22 августа 2005  | Цифровая дистрибуция                     | Def Jam Recordings |
| Австрия        | 22 августа 2005  | Цифровая дистрибуция                     | Def Jam Recordings |
| Бельгия        | 22 августа 2005  | Цифровая дистрибуция                     | Def Jam Recordings |
| Бразилия       | 22 августа 2005  | Цифровая дистрибуция                     | Def Jam Recordings |
| Канада         | 22 августа 2005  | Цифровая дистрибуция                     | Def Jam Recordings |
| Дания          | 22 августа 2005  | Цифровая дистрибуция                     | Def Jam Recordings |
| Финляндия      | 22 августа 2005  | Цифровая дистрибуция                     | Def Jam Recordings |
| Франция        | 22 августа 2005  | Цифровая дистрибуция                     | Def Jam Recordings |
| Германия       | 22 августа 2005  | Цифровая дистрибуция                     | Def Jam Recordings |
| Германия       | 22 августа 2005  | CD-сингл, макси-сингл                    | Def Jam Recordings |
| Ирландия       | 22 августа 2005  | Цифровая дистрибуция                     | Def Jam Recordings |
| Италия         | 22 августа 2005  | Цифровая дистрибуция                     | Def Jam Recordings |
| Мексика        | 22 августа 2005  | Цифровая дистрибуция                     | Def Jam Recordings |
| Нидерланды     | 22 августа 2005  | Цифровая дистрибуция                     | Def Jam Recordings |
| Новая Зеландия | 22 августа 2005  | Цифровая дистрибуция                     | Def Jam Recordings |
| Норвегия       | 22 августа 2005  | Цифровая дистрибуция                     | Def Jam Recordings |
| Испания        | 22 августа 2005  | Цифровая дистрибуция                     | Def Jam Recordings |
| Швеция         | 22 августа 2005  | Цифровая дистрибуция                     | Def Jam Recordings |
| Швейцария      | 22 августа 2005  | Цифровая дистрибуция                     | Def Jam Recordings |
| Великобритания | 22 августа 2005  | Цифровая дистрибуция                     | Def Jam Recordings |
| США            | 26 августа 2005  | Цифровая дистрибуция                     | Def Jam Recordings |
| Франция        | 26 сентября 2005 | Расширенный ремикс CD-сингл, макси-сингл | Def Jam Recordings |
| Великобритания | 11 октября 2005  | Расширенный CD-сингл, макси-сингл        | Def Jam Recordings |